# Pseudopoda leigongshan
Espèce
Pseudopoda leigongshan est une espèce d'araignées aranéomorphes de la famille des Sparassidae.

## Distribution
Cette espèce est endémique du Guizhou en Chine,. Elle se rencontre dans le xian de Leishan.

## Description
Le mâle holotype mesure 9,22 mm.

## Systématique et taxinomie
Cette espèce a été décrite par Zhang, Fu et Zhang en 2015.

## Étymologie
Son nom d'espèce lui a été donné en référence au lieu de sa découverte, le Leigongshan.

## Publication originale
- Zhang, Fu & Zhang, 2015 : « Two new species of the genus Pseudopoda Jager, 2000 from China (Araneae: Sparassidae). » Journal of Tianjin Normal University (Natural Science Edition), vol. 35, no 3, p. 47-49.